# مغولستان (غلزار بردسير)
مغولستان (بالفارسية: مغولستان) هي قرية تقع في إيران في البلدة المركزية.